# آلن کوکس
آلن کوکس (به انگلیسی: Alan Cox) یک برنامه‌نویس اهل انگلستان است که نسخه ۲٫۲ هسته لینوکس را نگهداری کرده و همچنان به شکل گسترده درگیر توسعه هسته لینوکس است. کوکس از سال ۱۹۹۱ در توسعه هسته لینوکس همکاری می‌کند. او در سال ۲۰۰۳ در کنفرانس فوزدم جایزه پیشرفت و نوآوری در نرم‌افزار آزاد را از طرف بنیاد نرم‌افزارهای آزاد دریافت کرد. کوکس طی سال‌های ۱۹۹۹ تا ۲۰۰۹ در شرکت ردهت که یکی از توزیع‌کنندگان لینوکس است کار می‌کرد. از سال ۲۰۱۱ به بعد، او مشغول به کار در شرکت اینتل شده‌است. کوکس همچنین در توسعه پروژه‌های گنوم و اکس.ارگ هم همکاری‌هایی داشته‌است و توسعه‌دهنده اصلی ابرمود است که این برنامه را وقتی نوشته است که دانشجوی دانشگاه ابر بوده‌است. او با تلسا گوین ازدواج کرده‌است. هنگامی که او مشغول به کار در دانشگاه سوانزی بود، یکی از اولین نسخه‌های لینوکس را بر روی ماشینی که به انجمن رایانه دانشگاه تعلق داشت، نصب کرد. این یکی از اولین نصب‌های لینوکس بر روی یک شبکه پرترافیک بود و باگ‌های زیادی در بخش شبکه هسته لینوکس آشکار شد. کوکس بسیاری از این باگ‌ها را برطرف کرد و شروع به بازنویسی زیرسیستم شبکه در هسته لینوکس کرد. او سپس به یکی از توسعه‌دهندگان و نگه‌دارنده‌های اصلی هسته لینوکس تبدیل شد.
او سپس در سال ۲۰۰۹ پس از مشاجرهٔ لفظی در حین درگیری با لینوس تروالدز بر سر پچ کردن یک باگ با بیان جملهٔ "I've had enough" (به اندازهٔ کافی کشیده ام) از دسترسی maintainer لایهٔ TTY استعفا داد.